# Serravalle Scrivia
Serravalle Scrivia – miejscowość i gmina we Włoszech, w regionie Piemont, w prowincji Alessandria.
Według danych na styczeń 2010 gminę zamieszkiwały 6373 osoby przy gęstości zaludnienia 397,8 os./km².